# Talang 2007
Talang 2007 – pierwsza edycja szwedzkiej wersji talent show Got Talent.

## Oglądalność
| Odc. | Data        | Oglądalność |
| ---- | ----------- | ----------- |
| 1    | 13 kwietnia | 1 535 000   |
| 2    | 20 kwietnia | 1 620 000   |
| 3    | 27 kwietnia | 1 315 000   |
| 4    | 4 maja      | 1 490 000   |
| 5    | 11 maja     | 1 480 000   |
| 6    | 18 maja     | 1 260 000   |
| 7    | 25 maja     | 1 145 000   |
| 8    | 1 czerwca   | 1 640 000   |

## Zasady
W pierwszych odcinkach (1-4) jurorzy decydowali o tym, kto znajdzie się w finale. Podczas występu każdego uczestnika mogli oni nacisnąć dwa guziki: zielony, który oznaczał zgodę na kwalifikację do półfinału oraz czerwony, który oznaczał sprzeciw. Zawodnicy byli następnie informowani o decyzji jury. Aby kontynuować rywalizację w półfinałach uczestnik potrzebował zgody dwóch jurorów. Jeśli powyżej sześciu zawodników w każdym odcinku zdobyło co najmniej po dwie zgody, jurorzy wybierali spośród nich szóstkę, która wystąpi w półfinałach. Nie musieli to być w pierwszej kolejności zawodnicy z trzema zgodami na dalszy udział.
W kolejnych trzech odcinkach po dwóch zawodników z każdej audycji zostało wybieranych do udziału w finale. Jednego nominowali widzowie, drugiego jury. Widzowie oddawali swoje głosy za pomocą telefonowania na podany numer. Głosowanie rozpoczynało w piątek, kończyło w niedzielę o północy. Poza tym, dwoje zawodników ze wszystkich półfinałów otrzymywało tzw. ,,dzikie karty", umożliwiające udział w finale. Jedna była przyznawana przez jurorów, druga przez telewidzów.
W finale na swoich faworytów głosowała wyłącznie publiczność, jednak jurorzy wciąż wyrażali swoją opinię na temat występu.

## Pierwszy etap
|  | Zgoda na dalszy udział jednego z jurorów.                 |
|  | Brak zgody jednego z jurorów na dalszy udział.            |
|  | Występ zakończony przed oddaniem głosu jednego z jurorów. |

| Odc. | Data        | Kwalifikacja dzięki głosowaniu jury | Wyeliminowany przez jury mimo 2-3 głosów ,,Za"                                          | Wyeliminowany przez jury |
| ---- | ----------- | --- | --------------------------------------------------------------------------------------- | --- |
| 1    | 13 kwietnia | Fantastic Four, śpiew Zillah & Totte, brzuchomówstwo Maria Lundgren, hula-hoop Swebounce Artan Kajtazi, naśladowca Michela Jacksona Mimmi Sandén, śpiew | Fabian Nikolajeff, gimnastyka Tommy Adolfsson, gra na muszlach Olana Troupe, akrobatyka | The Big Ass Barbecue, lasso Svetlana Biba, mim Mr Ekooo The Bläckfisks, taniec, śpiew                                                                                              |
| 2    | 20 kwietnia | Slowmotion Phax Baby Bang, taniec Funky 4 Brothers, taniec Diamond Dogs, drag queen Mahyar Samadi, beatbox Simon Trollkarlen, magia                     | Ivan Öhlin & Lacki Tseletis, komik Elin Andersson, akrobatyka                           | Alexandra Telluselle, hula Burnt out punks Coffee Beans show, chór Ismannen, rzeźbiarz w lodzie Sanne Hansen, śpiew Ania Winek-Albertsson & Sara Albertsson, śpiew                 |
| 3    | 27 kwietnia | Landslide, country Robotman Eric Lindeen, jojo Melissa Jacobsson-Velandia, gra na fortepianie Julien Dauphin, magia Male, śpiew                         | Filiokus Fredrik, komik Hanna Linné & Timo Lattu, akrobatyka                            | Moa Lichtenstein & Sarah Runsten, akrobatyka Stockholms gaykör och pomperipossaband, chór Johnny Wahlqvist, strongman Marina Prada & Ibirocay Regueira, taniec Gycklargruppen Trix |
| 4    | 4 maja      | Skånske Elias, śpiew Linda Johansson, akrobatyka Johan Ståhl, magia Hilda Stenmalm, śpiew Sara Nordenberg-Borch, śpiew Harlem Hot Shots, taniec         | Three D, śpiew Nikisha Fogo, taniec Changiz John Mattias Jönsson, diabolo               | Garvsyra Tommy Tångs Zoo Orkestern, taniec Vendela Duclos |

## Półfinały
|   | Zgoda na dalszy udział jednego z jurorów.        |
|   | Brak zgody jednego z jurorów na dalszy udział.   |
| J | Zakwalifikowany do finału poprzez nominację jury |
| W | Zakwalifikowany do finału poprzez głosy widzów   |
|   | Niezakwalifikowany do finału                     |

| Odc. | Data                   | Głosy jury                                     | Rez.            | Uczestnik                      |
| ---- | ---------------------- | ---------------------------------------------- | --------------- | ------------------------------ |
| 5    | 11 maja                |                                                |                 | Funky 4 Brothers, taniec       |
| 5    | 11 maja                |                                                | J               | Zillah & Totte, brzuchomówstwo |
| 5    | 11 maja                | Robotman                                       |                 |                                |
| 5    | 11 maja                | Maria Lundgren, hula-hoop                      |                 |                                |
| 5    | 11 maja                | Artan Kajtazi, taniec                          |                 |                                |
| 5    | 11 maja                | Fantastic Four                                 |                 |                                |
| 5    | 11 maja                | Swebounce, akrobatyka                          |                 |                                |
| 5    | 11 maja                |                                                | W               | Baby Bang, taniec              |
| 6    | 18 maja                |                                                |                 | Slowmotion Phax                |
| 6    | 18 maja                |                                                | W               | Skånske Elias, śpiew           |
| 6    | 18 maja                | Landslide, country                             |                 |                                |
| 6    | 18 maja                | Linda Johansson, akrobatyka                    |                 |                                |
| 6    | 18 maja                | Hilda Stenmalm, śpiew                          |                 |                                |
| 6    | 18 maja                | Mahyar Samadi, beatbox                         |                 |                                |
| 6    | 18 maja                | Simon Trollkarlen, magia                       |                 |                                |
| 6    | 18 maja                |                                                | J               | Harlem Hot Shots, taniec       |
| 7    | 25 maja                |                                                | J               | Julien Dauphin, magia          |
| 7    | 25 maja                |                                                | W               | Mimmi Sandén, śpiew            |
| 7    | 25 maja                | Eric Lindeen, jojo                             |                 |                                |
| 7    | 25 maja                | Sara Nordenberg-Borch, śpiew                   |                 |                                |
| 7    | 25 maja                | Johan Ståhl, magia                             |                 |                                |
| 7    | 25 maja                | Male, śpiew, taniec                            |                 |                                |
| 7    | 25 maja                | Melissa Jacobsson-Velandia, gra na fortepianie |                 |                                |
| 7    | 25 maja                | Diamond Dogs, drag queen                       |                 |                                |
|      | 30 maja (dzikie karty) |                                                | J               | Diamond Dogs, drag queen       |
|      | 30 maja (dzikie karty) | W                                              | Slowmotion Phax |                                |

## Finał
| Uczestnik                      | Głosy jury | Uwagi     |
| ------------------------------ | ---------- | --------- |
| Zillah & Totte, brzuchomówstwo |            | Zwycięzca |
| Julien Dauphin, śpiew          |            |           |
| Baby Bang, taniec              |            |           |
| Harlem Hot Shots, taniec       |            |           |
| Mimmi Sandén, śpiew            |            |           |
| Slowmotion Phax                |            |           |
| Skånske Elias, śpiew           |            |           |
| Diamond Dogs, drag queen       |            |           |